# 2017년 조선민주주의인민공화국 핵 실험

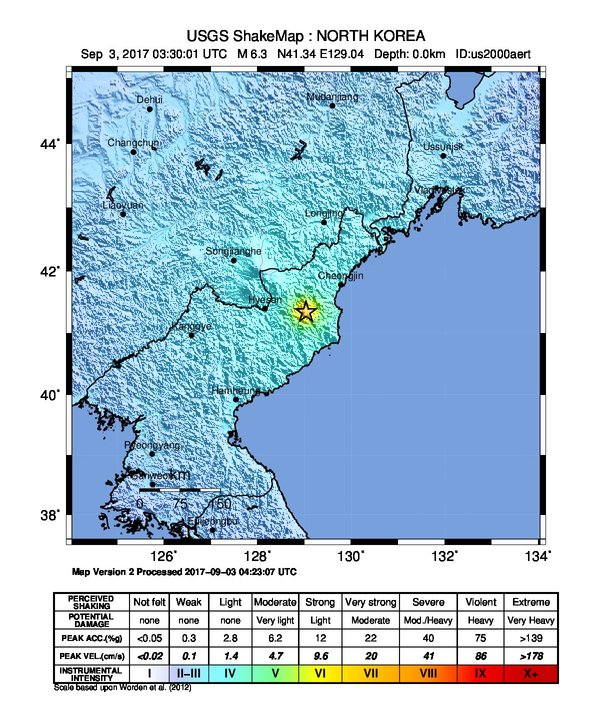
조선민주주의인민공화국 6차 핵 실험 지점

2017년 9월 3일 조선민주주의인민공화국은 제6차 핵실험을 진행하였다. 대한민국과 일본 측에서는 조선민주주의인민공화국 함경북도 길주군 풍계리 지역에서 발생한 인공 지진이 핵 실험에서 발생하는 전형적인 지진이라 밝히고, 조선민주주의인민공화국이 6차 핵 실험을 하였다고 결론 내렸다. 조선민주주의인민공화국은 공식 발표를 통해, 대륙간 탄도 미사일(ICBM)에 탑재 가능한 수소폭탄 실험에 완전 성공했다고 밝혔다.

## 폭발력

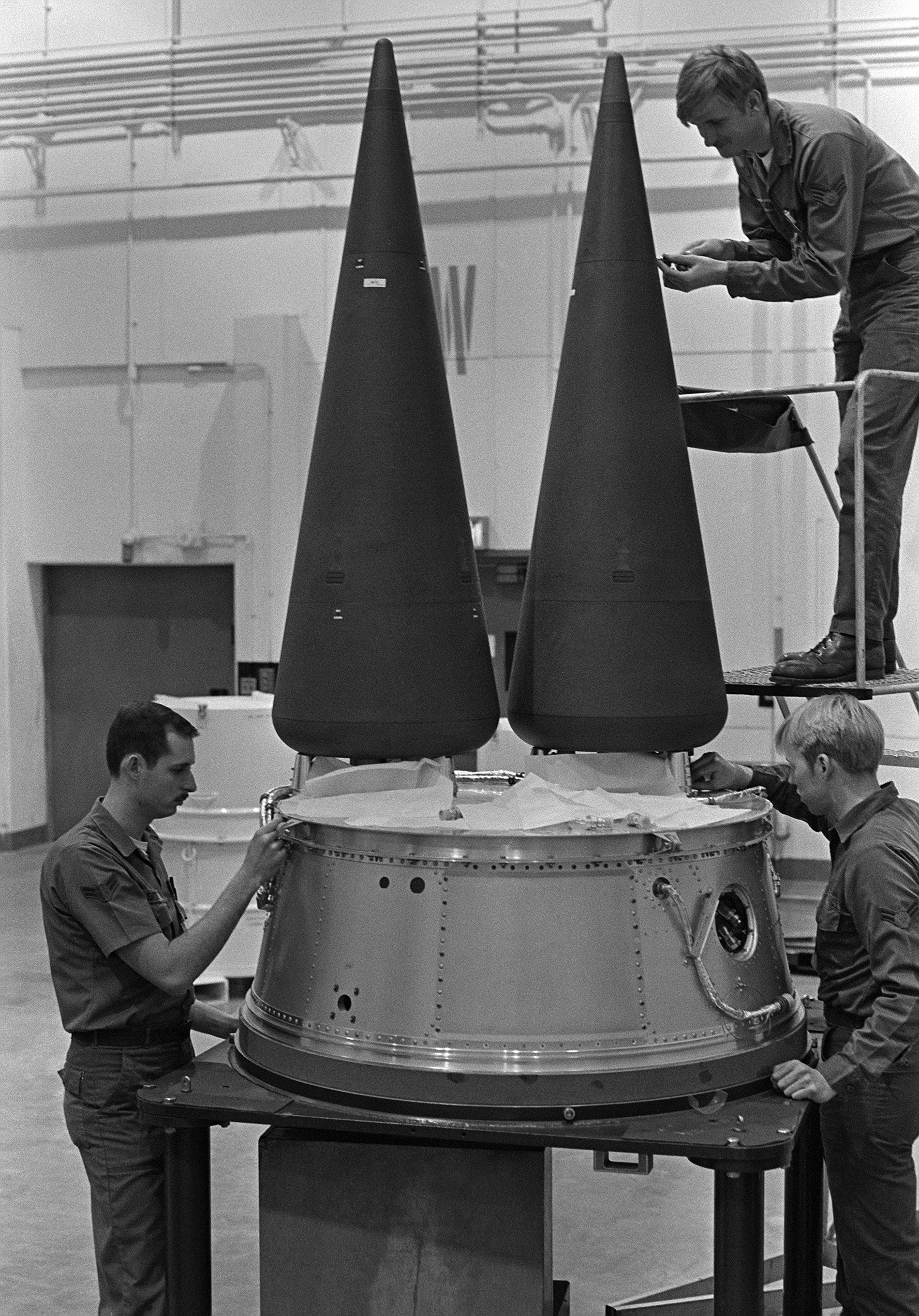
미국 미니트맨의 W87 핵탄두도 북한이 공개한 화성 14호 핵탄두와 같은 모양이다. 머리크기를 참고하면, 둘의 크기가 비슷함을 알 수 있다

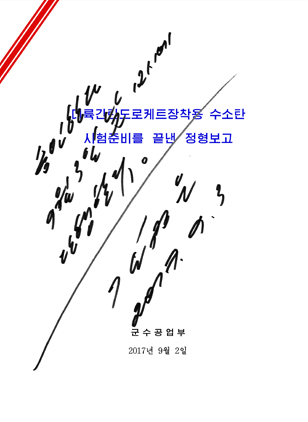
김정은의 명령

데이비드 올브라이트 과학국제안보연구소(ISIS) 소장은 워싱턴 포스트에 "북한이 큰 진전을 이룬 것이 분명하며 폭발위력이 TNT 환산으로 100kt에 이르는 것으로 보여 히로시마 폭발력의 7배 수준에 달하는 것으로 추정된다"고 말했다.
러시아 과학아카데미 산하 지질물리국 캄차카 지부 관계자는 타스 통신에 "자동지진측정기가 오늘 북한 지역에서 규모 6.4의 지진을 포착했다"고 말했다.
중국 지진국은 "북한에서 이날 오후 12시 30분께 규모 6.3 지진, 깊이 0 km의 지진이 발생했다"고 밝혔다.
미국 지질조사국(USGS)은 11시 30분 01초에 발생한 북한 풍계리 지진에 대해 처음 규모 5.6, 깊이 10 km라고 발표했다. 이어 규모 5.3, 깊이 0m로 지진이 아니라 '폭발'이라고 표현을 수정했다. 30분이 지나서 규모 6.3으로 상향했다. 미국과 중국의 규모 6.3을 한국 기상청에서 얻은 공식에 넣어보면 TNT 290 kt로서, 100 kt을 넘는 전략 핵무기이다.
USGS 사이트는 전세계의 모든 지하 핵실험 정보를 저장, 검색할 수 있는데, 이번 북한 6차 핵실험에 참고가 되는 것은 다음과 같다.
- 규모 6.2, 1987년 6월 5일, 중국 지하 핵실험, 250 kt, JL-1 SLBM 핵탄두
- 규모 6.5, 1992년 5월 21일, 중국 지하 핵실험, 660 kt, 지하 핵실험

한국 기상청은 규모 5.6이라고 했다가 5.7이라고 조정했다. 폭발력은 50 kt이라고 발표했다.
상대적인 폭발력 규모는 산정방식에 따라 차이가 있다고 하더라도, 절대적인 규모를 보면, 1차 핵실험 시 한국의 기상청의 발표인 규모 3.9에 비해 6차 핵실험의 규모는 5.7로서 512배의 위력이다. 만약 미국, 중국 등의 측정치인 규모 6.3을 적용한다면, 그 상대적인 규모는 1차실험 대비 4,096배의 위력이다.
일본 정부 대변인인 스가 요시히데 관방장관은 북한 핵실험과 관련해 브리핑을 열어, 이번 지진 발생 시각은 12시 29분 57초로 진앙지에서의 지진 발생 깊이는 0 km라고 밝혔다. 또 지진 규모는 규모 6.1이라고 설명했다.
북한은 이번 핵실험 직전에 수소폭탄 실물의 사진을 공개했는데, 미국 W87 핵탄두의 모습이었다. W87 수소폭탄은 초기형 300 kt, 후기형 475 kt의 폭발력인데, 이번 6차 핵실험의 폭발력도 300-500 kt 정도가 일부 국가에서 측정되었다. 요약하자면 북한은 세계 제 2차대전을 멈춘 원자폭탄보다 훨씬 센 폭탄의 실험에 성공하였다는 것이다.
38노스는 당초 폭발력을 120 kt으로 보았는데, 포괄적핵실험금지기구가 인공 지진 규모를 5.8에서 6.1로 수정하면서, "대략 250kt"이라고 추정치를 변경했다. 한국은 50kt, 일본은 160kt로 추정한다.
이번 핵실험을 미국 언론 일부는 1메가톤으로 보기도 한다. 그러나 북한 리수용 외무상은 수백킬로톤이라고 주장했다.
신인균 자주국방네트워크 대표는 규모 6.3이면 1메가톤 폭발력이라고 말했다. 서울특별시청 상공에서 1메가톤 수소폭탄이 터지면 6개월 이내에 서울과 수도권 2,200만명 중에서 1,300만명이 사망할 것이라는 시뮬레이션이 보도되었다.
2018년 5월 10일 사이언스 지에 싱가포르 난양공대의 텅 왕(Teng Wang) 박사팀은 우주 위성으로 제6차 북한 핵실험에 따른 만답산의 움직임을 분석한 결과 핵실험의 폭발 위력이 120~304kt (TNT 폭약 환산 기준) 수준인 것으로 추정된다고 밝혔다. 기존에는 폭발력이 100kt 안팎인 것으로 알려져 있었으나, 실제는 더 컸을 것이라는 관측이다.
2013년 4월 18일, 아산정책연구원 박지영 박사의 보고서에서는 규모 6.0이면 1Mt 수소폭탄이라고 보았다.

## 전략핵
핵무기는 폭발력에 따라 TNT 100 kt 미만의 전술 핵무기와 100 kt 이상인 전략 핵무기로 나뉜다. 북한의 6차 핵실험에서 미국 USGS는 규모 6.3을 측정, 최초로 북한이 전략핵 규모의 핵실험을 했다고 보았다. 5차 핵실험까지는 미국 USGS 평가로는 전술핵 수준일 뿐이었다. 일반적으로 전략핵은 단 한발로 대도시 전체가 지도에서 사라지거나 괴멸적인 피해를 입는다.
북한은 전략핵을 담당하는 전략군을 1999년 7월 3일 창설했다. 한국은 전략사령부를 2017년 창설할 계획이다.

## ICBM
2017년 9월 3일, 제6차 핵실험 직후인 오후 3시 30분경, 북한은 조선중앙TV의 리춘희 아나운서를 통해 중대발표를 했다. 리 아나운서는 “대륙간탄도로케트 미사일 장착용 수소탄 시험이 성공했다”라며 “이번 시험이 방사성 물질 누출 현상이 없었고 자연환경에 영향을 주지 않았다”고 주장했다.
2016년 1월 6일, 4차 핵실험 직후, 북한은 조선중앙TV 중대발표를 통해, 소형 수소폭탄 시험을 성공했다고 발표했다. 2016년 3월 9일, 김정은은 핵개발과 관련한 2.16연구소와 온누리연구소 등 핵개발 관련 연구소들을 직접 시찰했다. 2018년까지 10메가톤급 수소폭탄, 이에 기반한 다탄두 상용화, 10,000 km급 ICBM(화성-14형) 완성을 지시했다. 2017년 7월 4일, 화성-14형 1차 시험발사에 김정은이 참관했다. 그리고 2개월 지나서 6차 핵실험을 했는데, 종합해보면, 10메가톤급 수소폭탄 개발지시와 6차 핵실험의 시점이 같다.
2016년까지만 해도 신빙성 있는 북한 내부소식에 의하면 핵탄두의 직경이 80cm 수준이었다. 하지만 2016년 말경 이미 핵탄두 직경을 60cm 수준으로 만들었다.

## 10메가톤급 수소폭탄
2016년 3월 9일 김정은이 10메가톤급 수소폭탄 개발을 지시하고, 5차 핵실험과 6차 핵실험을 했다. 6차는 5차 보다 6배 정도 폭발력이 증가했다고 평가받기 때문에, 10메가톤 수소폭탄 개발 지시에 따른 핵실험은 5차 보다는 6차가 더 개연성이 높다.
10메가톤 수소폭탄이란, 미국의 사례를 살펴보면, 참고가 된다.
- 마크 24 핵폭탄, 무게 21톤, 폭발력 10메가톤, B-36 폭격기, 생산량 105발
- B41 핵폭탄, 무게 4.85톤, 폭발력 25메가톤, B-52 폭격기, 생산량 500발, 퇴역 1976년, 미국 역사상 최대 폭발력
- B53 핵폭탄, 무게 4톤, 폭발력 9메가톤, B-52 폭격기, ICBM, 생산량 340발, B41 이후 최대 폭발력

2016년 김정은이 2018년 까지 10메가톤 수소폭탄을 개발하라고 지시했다는데, 북한은 대형 전략폭격기가 없다. 따라서, ICBM에 탑재하는 10메가톤 수소폭탄을 의미한다고 보이며, 이는 미국의 B53 핵폭탄이 가장 비슷하다.

## 핵탄두 소형화
2017년 9월 4일, 송영무 국방부 장관은 국회 국방위 회의에서 “북한이 6차 핵실험을 통해 핵탄두를 500kg 밑으로 소형화‧경량화 하는 능력을 갖췄다고 봐도 되느냐”는 더불어민주당 김진표 의원 질의에 “저희는 그렇게 추정한다”고 답변했다.

## 같이 보기
- 2017년 북핵 위기
- 풍계리 핵실험장
- 조선인민군 전략군